# تورانس مارشال
تورانس مارشال (بالإنجليزية: Torrance Marshall)‏ هو لاعب كرة قدم أمريكية أمريكي، ولد في 12 يونيو 1977 في ميامي في الولايات المتحدة.

## وصلات خارجية
- تورانس مارشال على موقع مرجع كرة القدم المحترفة.كوم (الإنجليزية)